# Joseph Levis
Joseph Louis Levis (Boston, 20 de julio de 1905-Brighton, 20 de mayo de 2005) fue un deportista estadounidense que compitió en esgrima, especialista en la modalidad de florete. Participó en tres Juegos Olímpicos de Verano entre los años 1928 y 1936, obteniendo dos medallas en Los Ángeles 1932, plata en la prueba individual y bronce en la prueba por equipos.

## Palmarés internacional
| Juegos Olímpicos | Juegos Olímpicos             | Juegos Olímpicos  | Juegos Olímpicos    |
| Año              | Lugar                        | Medalla           | Prueba              |
| ---------------- | ---------------------------- | ----------------- | ------------------- |
| 1932             | Los Ángeles (Estados Unidos) | Medalla de plata  | Florete individual  |
| 1932             | Los Ángeles (Estados Unidos) | Medalla de bronce | Florete por equipos |